# Delia Garcés
Pour les articles homonymes, voir Garcés.

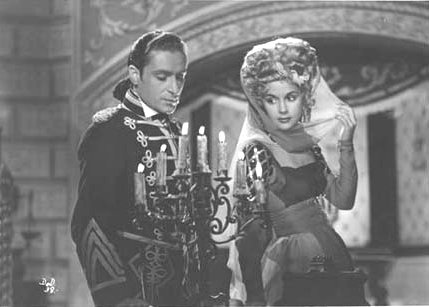
L'acteur espagnol Enrique Diosdado et Delia Garcés,
dans La Dama duende (1945)

Delia Garcés est une actrice argentine, de son vrai nom Delia Amadora García, née à Buenos Aires (Argentine) le 13 octobre 1919, décédée à Buenos Aires le 7 novembre 2001.

## Biographie
Après s'être formée notamment au conservatoire national de musique et d'arts scéniques (Conservatorio Nacional de Música y Arte Escénico) de Buenos Aires, Delia Garcés entame une carrière au théâtre — elle débute au Théâtre national Cervantes (Teatro Nacional Cervantes, également dans sa ville natale) —, se produisant dans Ondine, Sainte Jeanne ou La Cerisaie, entre autres.
Au cinéma, en raison de ses activités théâtrales et de son opposition au péronisme,,, elle ne participe qu'à 28 films (argentins principalement, mais aussi mexicains ou espagnols), entre 1937 et 1956, son plus connu en France étant certainement Tourments (Él) (1953), réalisé par Luis Buñuel, aux côtés de l'acteur mexicain Arturo de Córdova.
Durant sa carrière, Delia Garcés se tourne également vers la radio et la télévision (une série en 1967, sa dernière prestation sur un écran, avant son retrait définitif).
Mariée au réalisateur, producteur et scénariste argentin Alberto de Zavalía (en) (1911-1988) — jusqu'au décès de celui-ci —, elle apparaît dans onze films mis en scène par lui. Notons ici que le couple, opposé au régime péroniste, s'exile un temps au Mexique, vers les années 1950.

## Filmographie complète
Au cinéma
- 1937 : Segundos afuera ! d'Israel Chas de Cruz et Alberto Etchebehere
- 1937 : Melgarejo de Luis Moglia Barth
- 1937 : Viento norte de Mario Soffici
- 1938 : Villa Discordia d'Arturo S. Mom
- 1938 : Maestro Levita de Luis César Amadori
- 1938 : Kilómetro 111 de Mario Soffici
- 1939 : Alas de mi patria de Carlos F. Borcosque
- 1939 : Doce mujeres de Luis Moglia Barth
- 1939 : La Vida de Carlos Gardel d'Alberto de Zavalía
- 1939 : Gente bien de Manuel Romero
- 1939 : Muchachas que estudian de Manuel Romero
- 1940 : Dama de compañía d'Alberto de Zavalía
- 1941 : La Maestrita de los obreros d'Alberto de Zavalía
- 1941 : 20 años y una noche d'Alberto de Zavalía
- 1942 : Concierto de almas d'Alberto de Zavalía
- 1942 : Malambo d'Alberto de Zavalía
- 1943 : Une maison de poupée (Casa de muñecas) d'Ernesto Arancibia (adaptation de la pièce éponyme d'Henrik Ibsen)
- 1945 : La Dama duende de Luis Saslavsky
- 1946 : El Gran Amor de Bécquer d'Alberto de Zavalía
- 1946 : Rosa de América d'Alberto de Zavalía
- 1947 : El Hombre que amé d'Alberto de Zavalía
- 1949 : De padre desconocido d'Alberto de Zavalía
- 1950 : El Otro yo de Marcela d'Alberto de Zavalía
- 1953 : Tourments (Él) de Luis Buñuel
- 1954 : Lágrimas robadas de Julián Soler
- 1954 : Rebeldía de José Antonio Nieves Conde
- 1955 : Mi marido y mi novio de Carlos Schlieper
- 1956 : Alejandra de Carlos Schlieper